# Delphinium turkmenum
Delphinium turkmenum är en ranunkelväxtart som beskrevs av Vladimir Ippolitovich Lipsky. Delphinium turkmenum ingår i släktet storriddarsporrar, och familjen ranunkelväxter. Inga underarter finns listade i Catalogue of Life.